# Javier Naranjo Villegas
Javier Naranjo Villegas (ur. 21 stycznia 1919 w Abejorral, zm. 7 marca 2014 w Medellínie) – kolumbijski duchowny rzymskokatolicki, doktor kanonista, biskup Santa Marty.

## Biografia
Studiował w Wyższym Seminarium Duchownym w Medellínie, a następnie prawo kanoniczne na Papieskim Uniwersytecie Javeriana w Bogocie. 15 marca 1942 otrzymał święcenia prezbiteriatu i został kapłanem archidiecezji medellíńskiej. Początkowo pracował w parafiach. Od 1946 był zatrudniony na Papieskim Uniwersytecie Boliwariańskim w Medellínie jako wykładowca prawa kanonicznego, dochodząc do stanowiska prodziekana Wydziału Prawa. Prowadził także duszpasterstwo studenckie. Założył Instytut Piusa XII, w którym studenci świadczyli swoją pomoc biednym.
2 czerwca 1971 papież Paweł VI mianował go biskupem Santa Marty. 29 czerwca 1971 w katedrze w Medellínie przyjął sakrę biskupią z rąk nuncjusza apostolskiego w Kolumbii abpa Angelo Palmasa. Współkonsekratorami byli arcybiskup medellíński Tulio Botero Salazar CM oraz arcybiskup manizaleski Arturo Duque Villegas.
24 lipca 1980 papież Jan Paweł II przyjął jego rezygnacje z biskupstwa.